# Víctor Cabrera Zolla
Víctor Napoleón Cabrera Zolla es un abogado y político peruano. Fue el primer alcalde del distrito de Coronel Gregorio Albarracín Lanchipa durante dos periodos entre 2003 y 20010.
Nació en Trujillo, Perú, el 3 de febrero de 1961. Cursos sus estudios primarios y secundarios en su ciudad natal. Entre 1982 y 1983 cursó estudios en la Escuela Técnica del Ejército del Perú en la ciudad de Lima egresando como suboficial del Ejército Peruano. Entre 2009 y 2012 cursó estudios superiores de derecho en la Universidad Alas Peruanas.
Su primera participación política se dio en las elecciones municipales del 2002 en las que fue elegido como alcalde del recién creado distrito de Coronel Gregorio Albarracín Lanchipa por el Partido Aprista Peruano. Fue reelegido para ese cargo en las elecciones municipales del 2006. Luego de su gestión participó en las elecciones regionales del 2010 como candidato a presidente del Gobierno Regional de Tacna sin éxito. En las elecciones municipales del 2014 tentó su reelección como alcalde de Gregorio Albarracín sin éxito y en las elecciones municipales del 2018 tentó sin éxito la elección como alcalde de la provincia de Tacna.